# Bandet och jag
Bandet och jag är en svensk TV-serie som hade premiär på SVT och SVT-play 27 januari 2019. Seriens första säsong består av fyra avsnitt. Huvudrollerna i serien spelas av Lotta Lundgren, Erik Haag, Kakan Hermansson och  Olof Wretling. Karin af Klintberg har regisserat och producerat serien.

## Handling
Serien handlar om fiktiva popgruppen LEKO som fått sitt från initialerna i medlemmarnas förnamn, Lotta, Erik, Kakan och Olof. Tittarna får följa gruppen och dess medlemmar från deras genombrott under 1970-talet till splittringen i början av 1990-talet, och vidare via medlemmarnas solokarriärer till nutid.
Serien följer samhällsutvecklingen i Sverige mellan sent 1960-tal och tidigt 1990-tal, medan LEKO främst är baserade på Abba, med vissa skillnader. Till exempel vinner LEKO Melodifestivalen 1979 i stället för 1974, och splittras runt 1990 i stället för 1983 som Abba. Gruppmedlemmarna deltar senare i fiktiva TV-programmet Popstjärnorna på slottet, baserad på verklighetens Stjärnorna på slottet.

## Rollista (i urval)
- Lotta Lundgren - Lotta
- Erik Haag - Erik
- Kakan Hermansson - Kakan
- Olof Wretling - Olof